# Лагерь X-Ray
«Лагерь X-Ray» (англ. Camp X-Ray) — американский фильм 2014 года, снятый режиссёром Питером Сэттлером по собственному сценарию. Сюжет картины посвящён блоку «Рентген» в американской тюрьме на воинской базе Гуантанамо. В фильме снялись Кристен Стюарт, Пейман Маади, Джон Кэрролл Линч и Лейн Гаррисон. Премьера фильма состоялась 17 января 2014 года на кинофестивале «Сандэнс» в программе U.S Dramatic Competition, а релиз — 18 октября 2014 года компанией IFC Films.

## Сюжет
Рядовой первого класса Эми Коул (Кристен Стюарт) работает охранницей в лагере «Дельта», американской тюрьме в Гуантанамо. В ходе прохождения службы у неё завязываются дружеские отношения с одним из заключённых — Али Амиром (Пейман Маади).

## В ролях
| Актёр                | Роль                                   |
| -------------------- | -------------------------------------- |
| Кристен Стюарт       | рядовой первого класса Эми Коул        |
| Пейман Маади         | Али Амир                               |
| Джон Кэрролл Линч    | полковник Джеймс Драммонд              |
| Джулия Даффи         | Бетти Коул                             |
| Лейн Гаррисон        | капрал «Рэнди» Рансделл                |
| Кори Майкл Смит      | рядовой первого класса Берген          |
| Джозеф Джулиан Сория | рядовой первого класса Рико Круз       |
| Тара Холт            | рядовой первого класса Мэри Винтерс    |
| Сер'Дариус Блэйн     | рядовой первого класса Реймонд Джексон |
| Марко Хан            | Махмуд                                 |

## Производство
6 февраля 2014 года IFC Films анонсировало приобретение прав на показ кинофильма на территории Северной Америки. Shooting Stars LLC получило дистрибуцию в ОАЭ, а EDGE Entertainment — в Дании, Норвегии, Финляндии и Швеции.
Съёмки проходили в Лос-Анджелесе и Уиттиере. с 17 июля по середину августа 2013 года. Для тюремных сцен использовались помещения в исправительном учреждении для несовершеннолетних Фреда С. Неллеса в Уиттиере.

## Продвижение и маркетинг
К стадии постпродакшн картина перешла в конце лета 2013 года. Работой над спецэффектами занималась компания Comen VFX. 5 декабря было объявлен о премьере фильма 17 января на кинофестивале «Сандэнс» в категории U.S Dramatic Competition. 3 июля 2014 года были опубликованы 10 новых фотографий из фильма. 8 августа IFC Films выпустил официальный трейлер картины на собственном канале в YouTube.
Картина получила возрастную маркировку «R» от MPAA за нецензурную речь и короткие изображения обнажённого тела. С 17 октября фильм вышел в ограниченный прокат и стал доступным на сервисах видео по требованию, включая iTunes Movies и Amazon.com Video. Кинофильм также участвовал в Лондонском кинофестивале.
Премьера «Лагеря „Рентген“» состоялась 6 октября в Нью-Йорке.

## Саундтрек
Оригинальный саундтрек Джесса Строупа был выпущен через iTunes музыкальным лейблом Lakeshore Records 14 октября 2014 года.

## Критика
Премьера фильма на Сандэнсе получила в основном положительные отзывы, Стюарт и Маади были удостоены особой похвалы за свою игру. Агрегатор рецензий Rotten Tomatoes на основе 54 отзывов кинокритиков дал среднюю оценку фильму в 72 % из 100 возможных

## Сборы
Кинопрокат картины стартовал 17 октября с показа в одном кинотеатре города Нью-Йорк, где она собрала $ 1 316. На следующей неделе фильм расширился до трёх экранов и заработал $ 3 480, на третьей неделе — $ 1 105. На четвёртой неделе число экранов увеличилось до семи, средний доход от каждого из которых составил $ 214 ($ 1 501). К 9 ноября фильм заработал $9 837 Помимо этого он дебютировал в формате видео по требованию, и достиг 12 позиции в общих продажах на Tunes, но данные по этим показателям не были опубликованы IFC Films.